# Paruroctonus ammonastes
Espèce
Paruroctonus ammonastes est une espèce de scorpions de la famille des Vaejovidae.

## Distribution
Cette espèce est endémique d'Arizona aux États-Unis. Elle se rencontre dans le comté de Mohave vers le lac Havasu et Topock.

## Description
Le mâle holotype mesure 32,4 mm et la femelle paratype 32,8 mm. Les femelles mesurent de 38 à 48 mm.

## Publication originale
- Haradon, 1984 : « New and redefined species belonging to the Paruroctonus borregoensis group (Scorpiones, Vaejovidae). » The Journal of Arachnology, vol. 12, no 3, p. 317-339 (texte intégral).